# 花生糖
花生糖，部分地区稱豆仁糖、土豆糖，是一種用花生及糖混和做成的甜品，在中国大陆、台灣、西欧和美国都甚為常見，花生糖是將花生、麥芽糖、砂糖混合加熱至濃稠狀態，冷卻凝固後切成小塊所製成。早期的花生糖的主材料與做法極為單純，近年來已衍生出多種製作方法，例如花生軟糖、花生酥糖；或添加各種副材料以創造多變化的口味，例如芝麻花生糖等。
另有以杏仁、核桃、南瓜子等乾果取代花生，即各自稱呼為杏仁糖、核桃糖、南瓜子糖等。
在香港，以九龍城區潮汕餅食店的花生最馳名。

## 花生軟糖
花生軟糖的製作過程是將精選之花生清洗後，與適量的麥芽糖、植物油等混合後，經數十分鐘的高溫煉煮，直至花生酥軟，與糖完全混合為止，再經切割、包裝，即成一包包便攜的花生軟糖。

## 图集

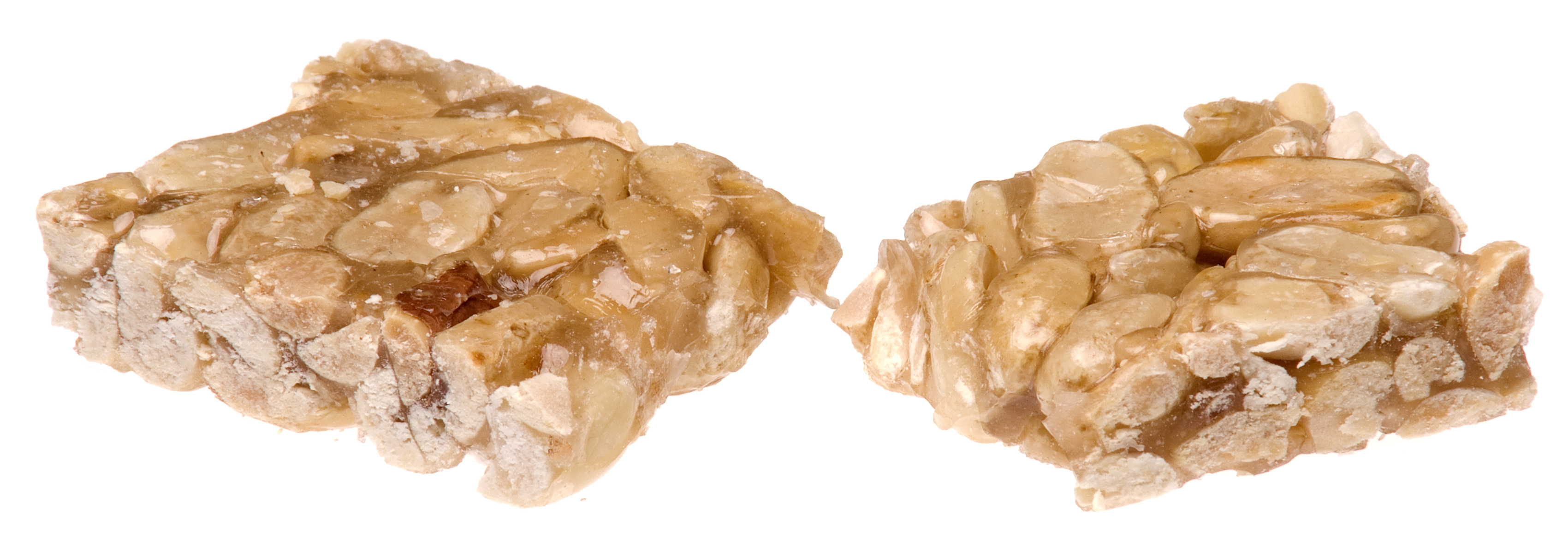
花生糖
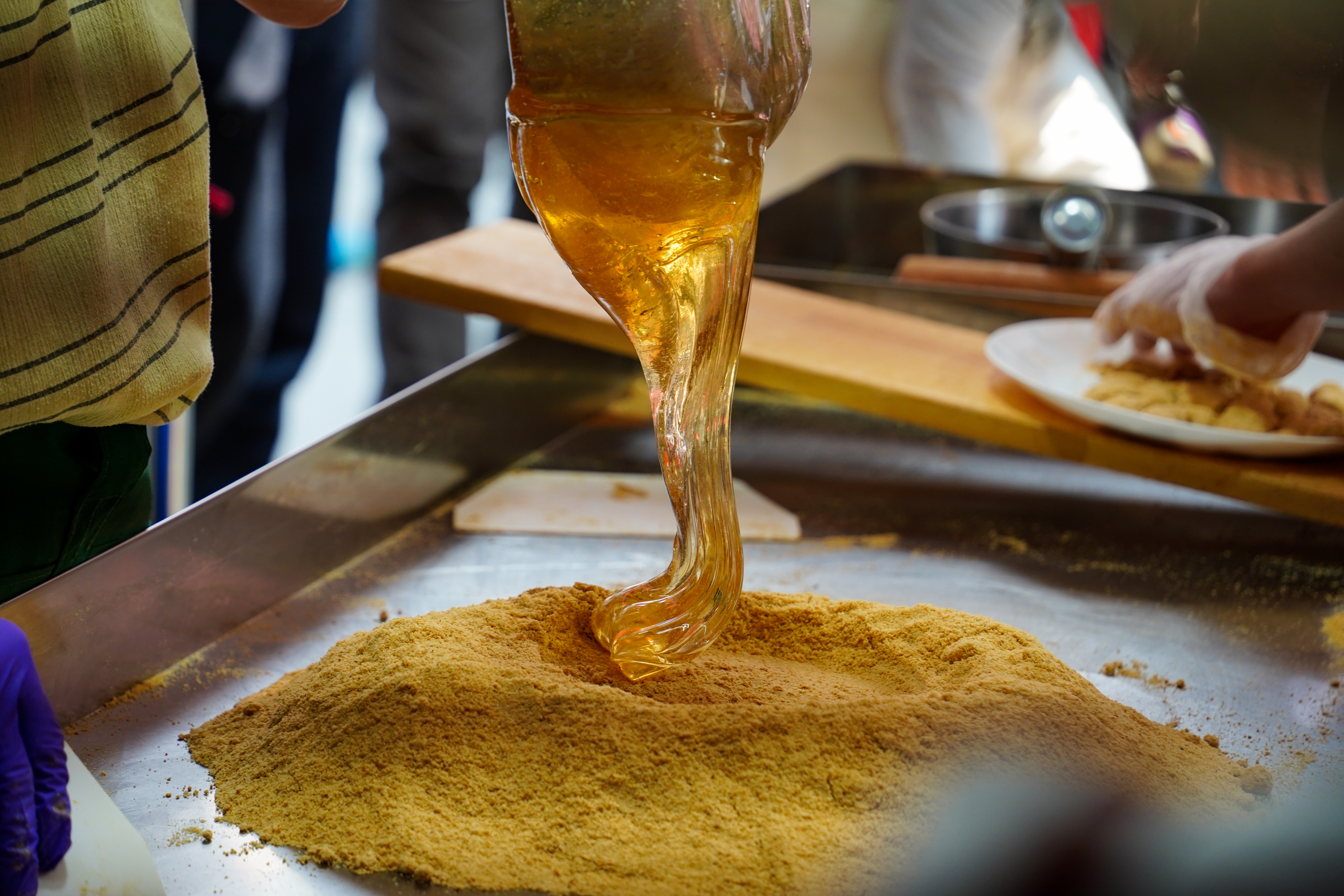
花生糖製作
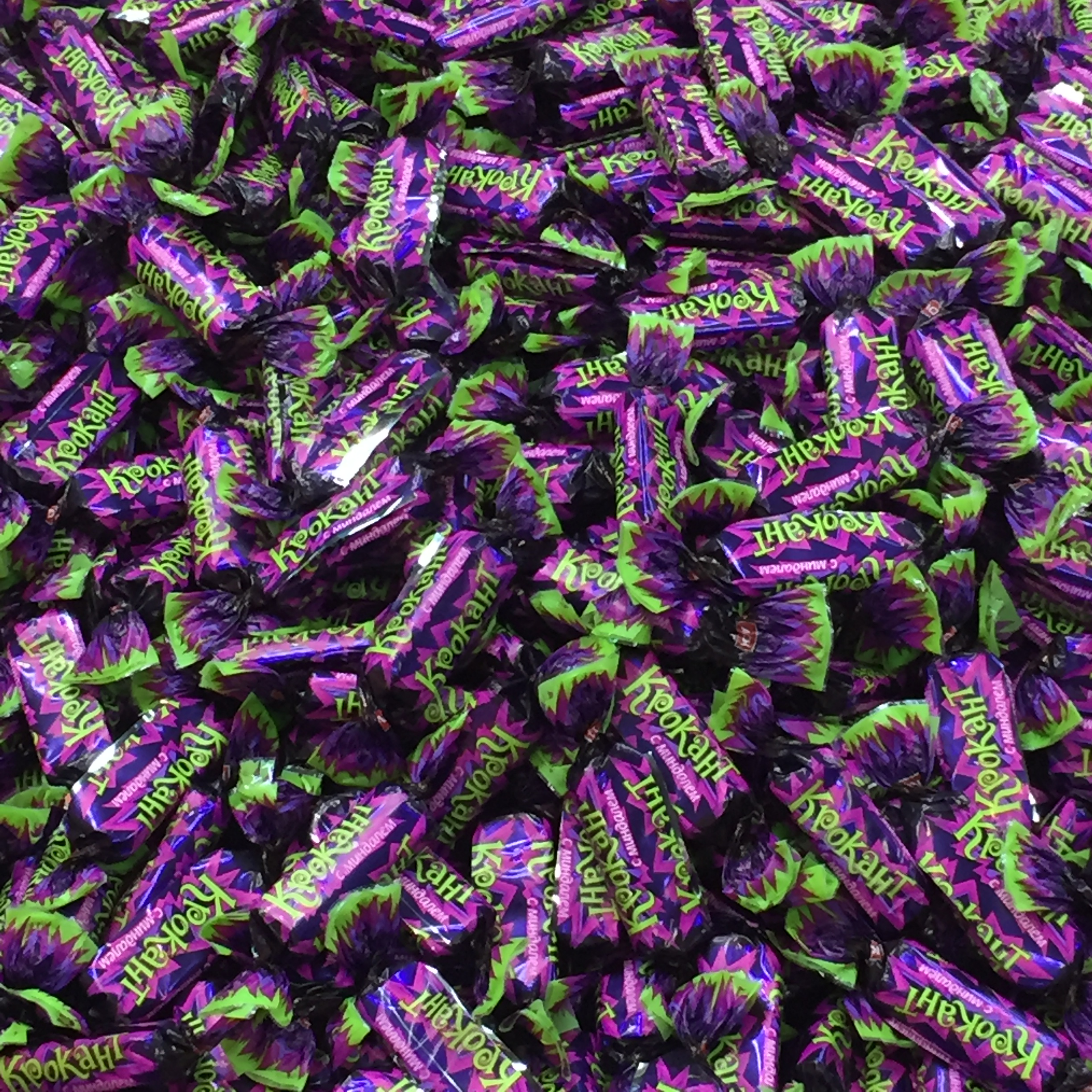
紫皮糖，巧克力裹花生糖